# Подгора (Стража)
Подгора (словен. Podgora) — поселення в общині Стража, регіон Південно-Східна Словенія, Словенія.